# Сиенко, Олег Викторович
Олег Викторович Сиенко (род. 11 февраля 1966 года, Батайск, Ростовская область) — российский бизнесмен, топ-менеджер предприятий топливно-энергетического комплекса и машиностроения. Генеральный директор АО «Научно-производственная корпорация „Уралвагонзавод“» (апрель 2009 — март 2017). Президент Федерации велосипедного спорта России (2008—2010).

## Образование
Окончил  Межрегиональный институт менеджмента по специальности «Экономика» (1997), Российский государственный университет нефти и газа имени И. М. Губкина по специальности «экономика и управление на предприятии» (2000) и аспирантуру Академии народного хозяйства при Правительстве РФ (2001).

## Биография
Трудовую деятельность начал в 1988 году в Иркутске инструктором объединения «Молодёжная инициатива Иркутска» Иркутского городского комитета ВЛКСМ.
С 1992 года — генеральный директор ЗАО «Малитранс», в 1996—1998 годах — директор компаний «Мост-Ойл» и «Мега-Ойл». Также — учредитель и президент футбольного клуба «Рода» (Москва).
В 1998 году стал советником первого заместителя генерального директора ОАО «Межрегионгаз» Олега Жилина, в следующем году — председателем совета директоров ООО «Газкомерц».
В 2002 году был назначен генеральным директором ООО «Газэкспорт» — дочерней компании «Газпрома», занимающейся поставкой газа в Европу.
В 2003 году стал заместителем председателя правления — начальником управления стратегического развития и корпоративного управления ОАО «Нефтегазовая компания „Итера“».
В 2006 году вернулся на пост председателя совета директоров компании «Газкомерц», затем возглавлял совет директоров ОАО Электромашиностроительный завод Лепсе (г. Киров).
16 апреля 2009 года был назначен генеральным директором ОАО «Научно-производственная корпорация „Уралвагонзавод“» (г. Нижний Тагил), сменил на этом посту Николая Малых, руководившего предприятием с 1997 года. Считается, что назначение Сиенко состоялось по инициативе гендиректора «Ростехнологий» С. Чемезова.
Со школьных лет профессионально занимался велоспортом, мастер спорта международного класса. В 2008 году стал президентом Федерации велосипедного спорта России. В 2010 году подал в отставку по причине загруженности на основном месте работы.
В 2012 году возглавил Российско-Алжирский деловой совет, будучи единогласно избран российской частью совета.
В 2013 году вошёл в состав совета директоров Объединённой судостроительной корпорации".
В 2018 году ушёл в отставку с поста генерального директора «Уралвагонзавода».
С февраля 2018 года — первый вице-президент АО «Русская медная компания».

## Скандалы
В 2016 году на свой 50-летний юбилей устроил банкет на 400 человек с приглашением звезд российской эстрады. По оценке СМИ банкет обошелся в 10 млн рублей, при том, что примерно в это время «Уралвагонзавод» имел большие долги перед банками, на предприятии проводились сокращения и имели место задержки выплаты зарплат.
Некоторые СМИ отмечают напряжённые отношения между Сергеем Чемезовым и главой «Роснефти» Игорем Сечиным.

## Награды и звания
- Награждён Орденом Почёта (20 сентября 2011)[11]
- Награждён медалью ордена «За заслуги перед Отечеством» II степени[12]
- Награждён медалью Министерства обороны РФ «За отличие в службе в Сухопутных войсках»[13]
- Награждён Орденом святого преподобного Серафима Саровского II степени[14]
- Победитель Премии «Итоги Года Урала и Сибири — 2009» в номинации «Менеджерский дебют года»[15].
- «Почётный машиностроитель»[16]
- Почётный гражданин города Волчанска[17]
- В 2011 году стал лауреатом ежегодной межрегиональной премии «Итоги года Урала и Сибири-2011» в номинации «Антикризис» — «за лучшую тактику выхода из неблагоприятных ситуаций»[18]. В том же году Федеральное агентство по государственным резервам Управления по Уральскому федеральному округу отметило Сиенко почетной грамотой «за большой вклад в укрепление обороноспособности России»[19].
- В 2011, 2012, 2013, 2014, 2015 и 2016 годах вошёл в «ТОП-1000 российских менеджеров» по версии газеты «Коммерсантъ», соответственно заняв восьмое[20], второе[21] и четыре раза первое[22][23][24][25] места среди руководителей машиностроительных предприятий.
- В июне 2012 года отмечен Благодарностью Президента Российской Федерации за активное участие в избирательной кампании по выборам Президента Российской Федерации.
- 17 марта 2014 года «за многолетний добросовестный труд, большой вклад в развитие отечественной промышленности и в связи с 20-летием Совета Федерации» награждён медалью «Совет Федерации. 20 лет».
- 20 апреля 2014 года награждён «Орденом за заслуги перед Отечеством» IV степени.
- В августе 2014 года стал Почётным гражданином города Шахты[26].
- В июне 2015 года стал Почётным гражданином города Нижний Тагил[27].
- В 2016 году был награждён медалью Петра Губонина («за большой личный вклад в развитие транспортного комплекса России»), медалью имени М.Т. Калашникова, а также грамотой Госдумы («за активную общественно-политическую деятельность»)[28].
- Орден «За заслуги перед Отечеством» III степени (20 декабря 2024 года) — за достигнутые трудовые успехи и многолетнюю добросовестную работу[29].